# Cinclidium subrotundum
Cinclidium subrotundum là một loài Rêu trong họ Mniaceae. Loài này được Lindb. mô tả khoa học đầu tiên năm 1868.